# Division Est de la LCF
La division Est (appelée conférence de l'Est de 1960 à 1981) est une des deux divisions régionales de la Ligue canadienne de football, l'autre étant la division Ouest. Elle comprend quatre équipes, soit les Tiger-Cats de Hamilton, les Argonauts de Toronto, le Rouge et Noir d'Ottawa et les Alouettes de Montréal. À chaque saison, l'équipe championne de la division Est rencontre celle de la division Ouest dans le match de la Coupe Grey.

## Histoire

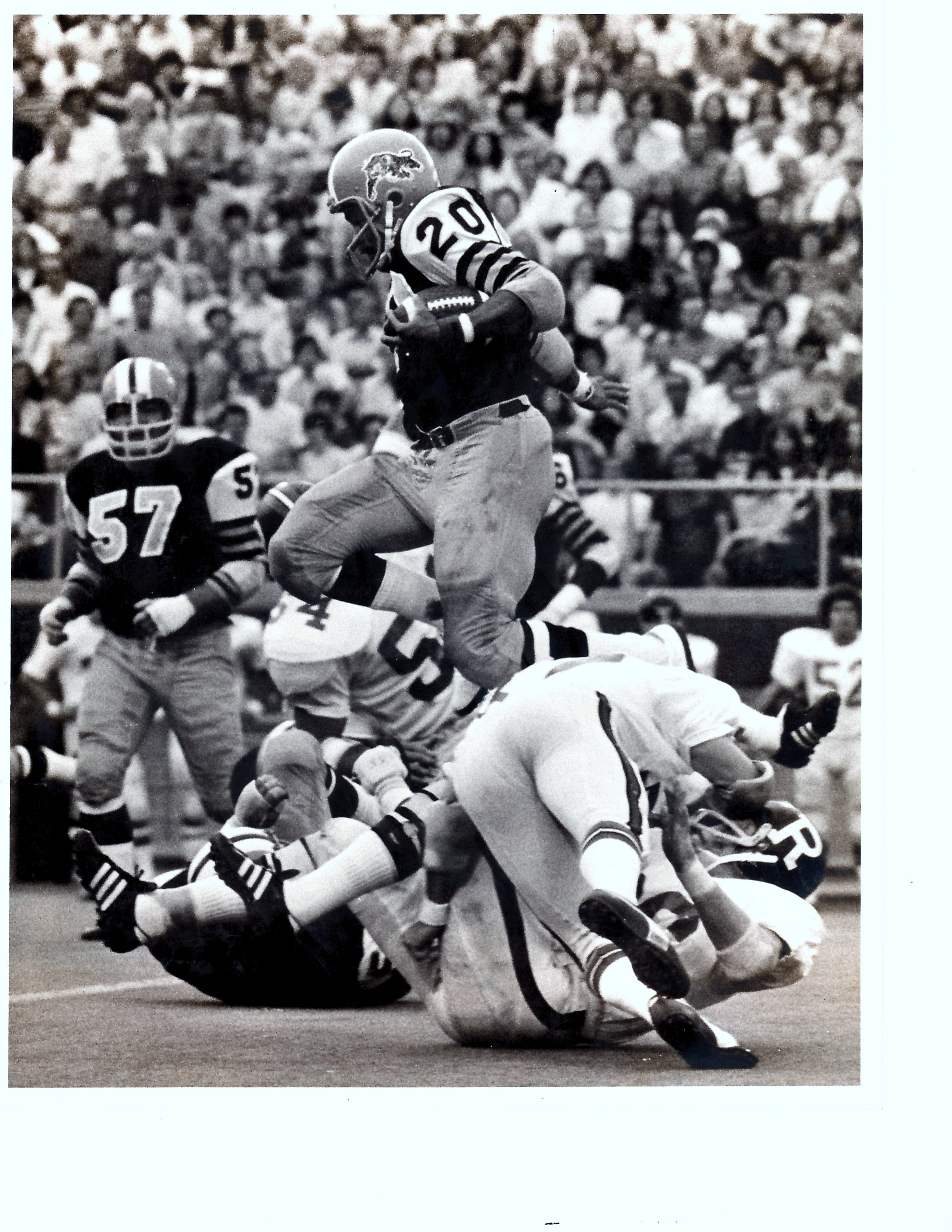
Match de la division Est entre les Tiger-Cats de Hamilton et les Rough Riders d'Ottawa en 1976

La Ligue canadienne de football (LCF) est née en 1958 du regroupement des deux ligues professionnelles existant alors, la Western Interprovincial Football Union (WIFU), basée dans les provinces de l'Ouest, et l'Interprovincial Rugby Football Union (IRFU), basée en Ontario et au Québec. Ce sont les quatre équipes de la IRFU qui ont formé la division Est, bien que le changement de nom n'ait pas été immédiat. Les deux anciennes ligues, disposant jusque-là d'une grande autonomie, n'ont que progressivement unifié leur fonctionnement dans le cadre de la LCF. En effet, pour les deux premières saisons de la LCF, 1958 et 1959, les quatre équipes de l'Est opèrent encore sous le nom de l'IRFU et jusqu'en 1961 ne jouent pas de matchs de saison régulière contre les équipes de l'Ouest ; sauf quelques matchs préparatoires, la seule rencontre entre l'Est et l'Ouest est le match de la coupe Grey. Jusqu'en 1973, le format des séries éliminatoires diffère entre les deux divisions, et le nombre de matchs par saison est également différent jusqu'en 1974 : 14 pour l'Est et 16 pour l'Ouest.
Sauf pour les saisons 1994 et 1995, lorsque des équipes basées aux États-Unis se sont jointes à la LCF, il y a toujours eu quatre équipes dans la division Est. Pour maintenir ce nombre, les Blue Bombers de Winnipeg, qui sont l'équipe la plus orientale de l'Ouest canadien, ont été transférés à la division Est à trois reprises pour compenser la cessation des activités d'une équipe à Ottawa (deux fois) ou Montréal (une fois).

### Événements
- 1958 : Les équipes de l'IRFU pour cette saison inaugurale sont les Tiger-Cats de Hamilton, les Argonauts de Toronto, les Rough Riders d'Ottawa et les Alouettes de Montréal. Pour la première saison de la LCF, les équipes de l'IRFU jouent 14 matchs de saison régulière entre eux, soit 4 ou 5 contre chaque adversaire. En fin de saison les équipes de deuxième et troisième position jouent un match éliminatoire et le gagnant joue la finale contre l'équipe de première position sur deux matchs au total des points. Le vainqueur se rend au match de la Coupe Grey[2].
- 1960 : L'IRFU est renommée Conférence de l'Est[3].
- 1961 : Un calendrier inter-division partiel est mis en place: chaque équipe de l'Est joue trois parties contre chaque club de sa conférence et un seul contre chaque club de l'Ouest[4].
- 1973 : La finale de l'Est se joue désormais sur un seul match[3].
- 1974 : Les équipes de l'Est jouent maintenant 16 matchs en saison régulière, tout comme celles de l'Ouest. La répartition est de trois ou quatre parties contre chaque club de sa conférence et toujours un seul contre chaque club de l'Ouest[5].
- 1981 : La conférence de l'Est prend le nom de division Est. La cédule de saison régulière reste de 16 matchs mais est maintenant équilibrée, c'est-à-dire que chaque club joue deux matchs contre chacune des huit autres équipes[6].
- 1982 : Les Alouettes de Montréal, en faillite, sont suspendus et un nouveau club appelé les Concordes de Montréal est créé.
- 1986 : La saison régulière comporte maintenant 18 parties. Chaque équipe joue deux ou trois fois contre les autres équipes de l'Est, et deux fois contre celles de l'Ouest. Les Concordes reprennent le nom des Alouettes. Une première version de la règle du croisement est mise en place mais n'est utilisée que pour la présente saison.
- 1987 : Les Alouettes de Montréal, encore en graves difficultés financières, plient bagages juste avant le début de la saison. En conséquence, les Blue Bombers de Winnipeg sont assignés à la division Est[7] et la cédule est chambardée : chaque club joue entre deux et quatre matchs contre chaque adversaire[8].
- 1988 : Chaque équipe joue quatre fois contre deux de ses adversaires, et deux fois contre les autres[9].
- 1989 : Chaque équipe joue quatre fois contre un adversaire de l'Est, trois fois contre les deux autres, et deux fois contre chaque équipe de l'Ouest[10].
- 1993 : Avec l'arrivée des Gold Miners de Sacramento dans la division Ouest, chaque équipe joue trois fois contre deux adversaires de l'Est, deux fois contre l'autre, et deux fois contre chaque équipe de l'Ouest[11].
- 1994 : Dans le cadre de l'expansion de la LCF aux États-Unis, le Baltimore Football Club et les Pirates de Shreveport se joignent à la division Est. En conséquence, chaque équipe joue deux fois contre chaque adversaire de l'Est, deux fois contre deux des équipes de l'Ouest, et une fois contre chacune des quatre autres équipe de l'Ouest[12].
- 1995 : Les divisions Est et Ouest sont supprimées en remplacées par la division Nord, comprenant les huit équipes canadiennes, et la division Sud comprenant cinq équipes américaines. Cet arrangement ne tiendra que cette unique saison.

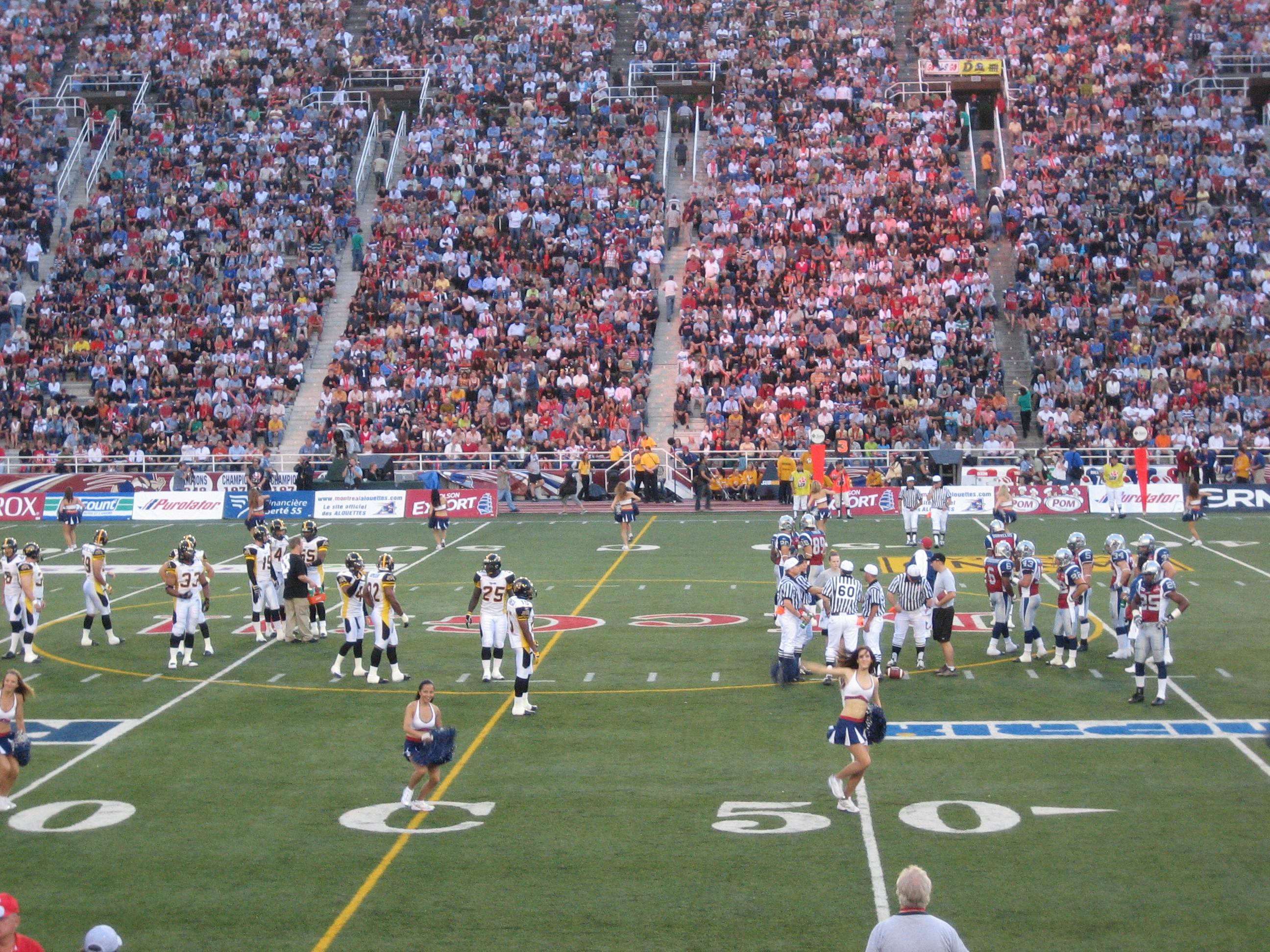
Match entre les Alouettes de Montréal et les Tiger-Cats de Hamilton en 2006.

- 1996 : L'expansion américaine prend fin, les divisions Est et Ouest sont rétablies, les Stallions de Baltimore déménagent à Montréal et reprennent le nom des Alouettes, et les Blue Bombers de Winnipeg retournent à la division Ouest. Chaque équipe joue trois fois contre deux adversaires de l'Est, deux fois contre l'autre, et deux fois contre chaque équipe de l'Ouest[13]. La règle du croisement, encore en vigueur aujourd'hui, est mise en place.
- 1997 : Les Rough Riders d'Ottawa sont dissous et les Blue Bombers de Winnipeg reviennent dans la division Est. Chaque équipe joue quatre fois contre un adversaire de l'Est, trois fois contre les deux autres, et deux fois contre chaque équipe de l'Ouest[14].
- 2002 : Les Renegades d'Ottawa font leur entrée et les Blue Bombers de Winnipeg retournent dans la division Ouest. Chaque équipe joue trois fois contre deux de ses adversaires de l'Est, deux fois contre l'autre, et deux fois contre chaque équipe de l'Ouest[15].
- 2006 : Les Renegades d'Ottawa suspendent définitivement leurs opérations et les Blue Bombers de Winnipeg reviennent dans la division Est. Chaque équipe joue quatre fois contre un adversaire de l'Est, trois fois contre les deux autres, et deux fois contre chaque équipe de l'Ouest[16].
- 2014 : Le Rouge et Noir d'Ottawa fait son entrée et les Blue Bombers de Winnipeg retournent dans la division Ouest. Chaque équipe joue trois fois contre deux de ses adversaires de l'Est, deux fois contre l'autre, et deux fois contre chaque équipe de l'Ouest[17].

## Palmarès depuis 1958
Jusqu'à la saison 2023 incluse.
| Club                                          | Nombre de saisons | Premier de la saison régulière | Participation aux éliminatoires | Champion de la division | Gagnant de la Coupe Grey |
| --------------------------------------------- | ----------------- | ------------------------------ | ------------------------------- | ----------------------- | ------------------------ |
| Argonauts de Toronto                          | 64                | 17                             | 37                              | 11                      | 8                        |
| Tiger-Cats de Hamilton                        | 64                | 17                             | 49                              | 21                      | 8                        |
| Montréal (Alouettes/Concordes)                | 56                | 13                             | 44                              | 15                      | 7                        |
| Ottawa (Rough Riders/Renegades/Rouge et Noir) | 51                | 10                             | 35                              | 10                      | 6                        |
| Blue Bombers de Winnipeg                      | 21                | 7                              | 14                              | 7                       | 2                        |
| Baltimore Football Club                       | 1                 | 0                              | 1                               | 1                       | 0                        |
| Pirates de Shreveport                         | 1                 | 0                              | 0                               | 0                       | 0                        |

Pour Winnipeg, Baltimore et Shreveport, ce tableau comprend seulement les saisons jouées en tant que membre de la division Est. La saison 1995 n'est pas incluse car la division Est n'existait pas. Source :